# Pseudolycoriella semialata
Pseudolycoriella semialata är en tvåvingeart som först beskrevs av Edwards 1913.  Pseudolycoriella semialata ingår i släktet Pseudolycoriella och familjen sorgmyggor. Inga underarter finns listade i Catalogue of Life.